# Alexander Grossman
Alexander Grossman (ungarisch Grossman Sándor, geboren am 3. März 1909 in Pusztaszomolló bei Miskolc, Österreich-Ungarn; gestorben am 29. Oktober 2003) war ein Zionist und ein Held des ungarischen Widerstandes während der deutschen Besetzung seines Landes. Nachdem er im Jahr 1949 emigrierte, lebte er zeitweise im Kibbuz Maʿabbarōt. In den frühen 1950er Jahren immigrierte er in die Schweiz und wurde ein Schweizer Journalist und Autor.

## Leben

### Herkunft und frühe Jahre
Sándor Grossman wurde in Pusztaszomolló geboren, nahe der schnell wachsenden Industriestadt Miskolc im Nordosten Ungarns. Seine Eltern, Leopold und Serena Schlesinger, gehörten der städtischen deutschsprachigen Gemeinschaft an und waren orthodoxe Juden. Nach dem Tod seines Vaters Leopold im Jahre 1915 zog seine Mutter mit ihrem Sohn Sándor nach Miskolc, wo er die jüdische Mittelschule besuchte. Er wurde schon in jungen Jahren Mitglied der lokalen Hechaluz-Gruppe.

### Jugend und Studium
Als Heranwachsender erlebte Grossman den zunehmenden Antisemitismus seiner Umwelt. Im Jahr 1925 gründete er mit Freunden den Jugendverein „Blau-Weiß“ (בלאו-וייס, benannt nach den traditionellen Farben des Davidsterns), aus dem – zusammen mit ähnlichen Gruppen – im Jahre 1927 der ungarische Zweig der sozialistisch-zionistischen Jugendbewegung Hashomer Hatzair entstand. Er studierte an der Universität für Technik und Wirtschaftswissenschaften in Budapest. Er war Mitglied der jüdischen Studentenverbindung Kadimah. Ungewiss ist, ob er die Universität wegen seiner jüdischen Herkunft oder wegen seinen politischen Aktivitäten verlassen musste, bevor er sein Studium zu Ende bringen konnte. Nach der Rückkehr nach Miskolc widmete er sich vor allem der Arbeit für die zionistischen Bewegung. Zudem war er zwischen 1928 und 1938 (und noch einmal von 1945 bis 1949) Redakteur der deutschsprachigen Literaturzeitschrift Der Weg.

### Im Holocaust
Sándor Grossman heiratete im Jahr 1934 seine erste Frau, Ilona Krausz, die im Jahr 1940 den einzigen Sohn Stephan zur Welt brachte. Bedingt durch die deutsche Eroberung Ungarns im Jahr 1944 wurden seine Frau und der gemeinsame Sohn ins Ghetto von Miskolc gebracht. Viele seiner Verwandten sowie seine Frau und Sohn starben im Konzentrationslager Auschwitz.
Nach der Besetzung Ungarns durch die Wehrmacht am 19. März 1944 wurde Grossman in das in Miskolc errichtete Ghetto eingewiesen. Mithilfe eines befreundeten Polizisten konnte er dem entkommen und nach Budapest entfliehen. Er wurde von der Gestapo gefasst, die ihn verdächtigte, ungarischen Juden die Flucht nach Rumänien zu ermöglichen. Deshalb verbrachte er 3 Monate in Haft. Dank der Bemühungen des Direktors der nationalen Bank Saranyai wurde er nicht nach Auschwitz, sondern in das Internierungslager in Kistarcsa deportiert und am 29. September 1944 freigelassen. Er machte sich auf den Weg nach Budapest, zu einer Glasfabrik in der Vadász utca 29. Das einstige Wohn- und Geschäftshaus des jüdischen Fabrikanten, Arthur Weiss (1897–1945), bekannt als „das Glashaus“, war das größte unter den 76 Gebäuden in Ungarn, Budapest, die dank der heldenhaften Bemühungen des Schweizer Vizekonsuls Carl Lutz diplomatischen Schutz genossen. Es diente fast 3000 Juden als Schutz vor Deportation und Ermordung.
Grossman nahm unter den – vorerst – geretteten Juden eine Führungsrolle ein. Er schloss sich dem „Palästina-Komitee“ an und wurde im Oktober 1944 dessen Vorsitzender, mit weitreichenden Vollmachten. Zur selben Zeit arbeitete er in der „Auswanderungsabteilung der schweizerischen Gesandtschaft“ in Budapest, wobei er in stetem Austausch mit Carl Lutz stand. Ab Oktober 1944 leitete er die Hilfsaktion, bei der – mit Genehmigung des Vizekonsuls – die diplomatischen Schutzbriefe ausgestellt und an die fast 40.000 jüdischen Flüchtlinge verteilt wurden, welche in den fast 50 über Budapest verstreuten „geschützten Häusern“ lebten. Mit dem Status ein Schweizer Diplomaten versehen, konnte sich Grossman frei in der Stadt bewegen. Dies ermöglichte es ihm, jüdische Organisationen in Budapest zu unterstützen. Im Glashaus ging die Sorge um, der Zustrom immer neuer Ankömmlinge könne die Behörden zu Gegenmaßnahmen veranlassen und so die bereits dort lebenden Juden gefährden. Grossman antwortete mit einem später oft zitierten Satz: „Das Leben von hunderttausend Juden ist es wert, unser eigenes Leben zu riskieren.“ Er hielt die Tore offen.

### Nachkriegszeit
Im Januar/Februar 1945 wurde Budapest befreit. Grossman wurde zum einen Mitglied des Joint Distribution Committee (JNT) und Vizevorsitzender der ungarischen Zionistenvereinigung. Zudem leitete er das Budapester Eretz-Israel-Büro, dessen Aufgabe es war, die Alija von Überlebenden nach Palästina gegen britische Widerstände zu ermöglichen. Den Überlebenden, die nach Ungarn zurückkehrten und hofften, sich eine neue Existenz aufzubauen, half er durch die Einrichtung von 31 landwirtschaftlichen und 50 gewerblichen Genossenschaften. Doch es zeigte sich, dass der Antisemitismus mit dem Sieg über den Nationalsozialismus nicht verschwunden war: den rückkehrenden Juden wurde bedeutet, dass sie nicht willkommen seien. Außerdem lief eine Welle „ethnischer Säuberungen“ durch ganz Mittel- und Osteuropa. Grossman wurde angefeindet, weil er weiterhin zu seiner deutschen Muttersprache stand. Daraufhin verließ er 1949 Ungarn.
Zwischen 1949 und 1951 lebte er im gerade gegründeten Staat Israel, unterbrochen durch Aufenthalte in Paris. Bis 1951 war ein Mitglied des Kibbuz Maʿabbarōt. In diesem Jahr zog er nach Genf, wo 52 Jahre lang, bis zu seinem Tode, lebte. Am 24. Juli 1951 heiratete er zum zweiten Mal. Seine jüdische Frau, Vera Halász, war ebenfalls ungarischer Herkunft und hatte den Holocaust dank eines Schutzbriefes der Schweizer Gesandtschaft in Budapest überlebt.

### Schweizer Schriftsteller
Grossman wurde Redakteur der ungarischsprachigen zionistischen Zeitschrift Mult es Jövo („Vergangenheit und Zukunft“). Außerdem war er von 1951 bis 1962 Redakteur einer Zeitschrift namens Die Zukunft.  Er schrieb mehrere Bücher, darunter ein entschlossenes Bekenntnis über seinen ehemaligen Mentor Carl Lutz. Die Schweizer Behörden erkannten Lutz damalige Rettungen nicht sofort an, sondern rügten Grossman wegen „Kompetenzüberschreitung“. Die meiste Aufmerksamkeit erfuhr er für sein Buch Nur das Gewissen. Carl Lutz und seine Budapester Aktionen, das 1986 auf Deutsch in der Schweiz erschien und 2003 ins Ungarische übersetzt wurde.
Alexander Grossman starb am 29. Oktober 2003 im Alter von 94 Jahren in der Schweiz.

## Schriften
- Nur das Gewissen. Carl Lutz und seine Budapester Aktion. Verlag im Waldgut, Wald 1986, ISBN 3-7294-0026-6.
  - ungarische Ausgabe: Első a lelkiismeret. Carl Lutz és az ő budapesti akcióinak történelmi képe. Übersetzt von Dezső Tandori. Belvárosi Könyvkiadó, Budapest 2003.